# ويس دورهام
ويس دورهام (بالإنجليزية: Wes Durham)‏ هو معلق رياضي أمريكي، ولد في 25 يناير 1966 في غرينزبورو في الولايات المتحدة.